# Nowa Synagoga w Kwidzynie
Nowa Synagoga w Kwidzynie – nieistniejąca synagoga znajdująca się w Kwidzynie przy obecnej ulicy 15 Sierpnia.
Synagoga została zbudowana w 1920 roku. Podczas nocy kryształowej z 9 na 10 listopada 1938 roku, bojówki hitlerowskie spaliły synagogę. Po zakończeniu II wojny światowej na jej fundamentach wzniesiono dom mieszkalny.